# 777: Best of Dreams
Pour les articles homonymes, voir Best of.
Albums de dream
ID
(2004) Dream Meets Best Hits Avex
(2004)
Singles
1. Pure[1]
Sortie : 04 août 2004
2. Love Generation[1]
Sortie : 11 août 2004

777, sous-titré Best of Dreams (ou 777 ~Best of Dreams~ ; écrit : Best of dreams), est un album spécial du groupe dream, à la fois album de reprises et best of.

## Présentation
L’album sort le 29 septembre 2004 au Japon sous le label avex trax, six mois seulement après le précédent album du groupe, ID. Il atteint la 33e place du classement Oricon, et reste classé pendant trois semaines. C'est alors l'album le moins vendu du groupe. C'est le premier album sorti par la formation du groupe à sept membres, après le départ de Risa Ai six mois auparavant. Son titre, prononcé "three seven" (trois sept), est une allusion aux "trois" membres originales du groupe, dont les chansons sont reprises par les "sept" d'alors.
L'album contient en effet des reprises (self cover), ré-interprétées par cette formation à sept, de dix des treize titres sortis en singles ("face A") par la formation originale en trio durant les deux premières années d'existence du groupe, choisis par un vote des fans sur le site officiel de dream, seuls étant exclus les titres des singles Night of Fire, Stay: Now I'm Here, et Sincerely ~Ever Dream~. 
Une première édition de l'album produite en quantité limitée contient en supplément les chansons-titres des deux derniers singles du groupe sortis quasi-simultanément deux mois auparavant, Pure et Love Generation, alors les seuls titres originaux de cette formation à sept.
Un second album similaire sortira cinq mois plus tard, 777 ~Another Side Story~, contenant d'autres reprises de titres de la formation originale par la formation à sept, mais cette fois de titres sortis en "face B" de singles ou en albums. Le groupe sortira entre-temps un autre album de reprises, Dream Meets Best Hits Avex, reprenant cette fois des titres d'autres artistes du label avex.

## Formation
- 1re génération : Kana Tachibana, Yū Hasebe
- 2e génération : Sayaka Yamamoto, Erie Abe, Aya Takamoto, Ami Nakashima, Shizuka Nishida

## Liste des titres
Les paroles sont écrites par Yûko Ebine (titres n°1 à 3), Mai Matsumuro (n°4 à 10).
| CD    | CD                                                     | CD                                         | CD    | CD | CD | CD | CD | CD | CD |
| No    | Titre                                                  | Musique / Arrangements                     | Durée |    |    |    |    |    |    |
| ----- | ------------------------------------------------------ | ------------------------------------------ | ----- | -- | -- | -- | -- | -- | -- |
| 1.    | Movin' On (Movin' on) (reprise du 1er single)          | Hideaki Kuwabara / Keisuke Kikuchi         | 4:07  |    |    |    |    |    |    |
| 2.    | Heart on Wave (Heart on wave) (reprise du 2e single)   | Kazuhito Kikuchi / Kazuhito Kikuchi        | 4:44  |    |    |    |    |    |    |
| 3.    | Private Wars (Private wars) (reprise du 3e single)     | D.A.I / Keisuke Kikuchi                    | 4:23  |    |    |    |    |    |    |
| 4.    | Reality (reality) (reprise du 4e single)               | Y@suo Ohtani / Mitsuru Igarashi            | 4:20  |    |    |    |    |    |    |
| 5.    | My Will (My will) (reprise du 6e single)               | Y@suo Ohtani / Keisuke Kikuchi             | 5:14  |    |    |    |    |    |    |
| 6.    | Believe in You (Believe in you) (reprise du 7e single) | Mitsuru Igarashi / Mitsuru Igarashi        | 4:09  |    |    |    |    |    |    |
| 7.    | Solve (solve) (reprise du 8e single)                   | Morifumi Kawamoto / Izumi "D.M.X" Miyazaki | 4:29  |    |    |    |    |    |    |
| 8.    | Our Time (Reprise du 9e single)                        | D.A.I / Izumi "D.M.X" Miyazaki             | 3:49  |    |    |    |    |    |    |
| 9.    | Get Over (Reprise du 11e single)                       | Bounceback / Masafumi Nakao, S. Yazaki     | 5:12  |    |    |    |    |    |    |
| 10.   | Yourself (Reprise du 12e single)                       | Kazuhito Kikuchi / Masaya Suzuki           | 6:09  |    |    |    |    |    |    |
| 46:36 |                                                        |                                            |       |    |    |    |    |    |    |

| Titres bonus de la première édition | Titres bonus de la première édition | Titres bonus de la première édition | Titres bonus de la première édition | Titres bonus de la première édition | Titres bonus de la première édition | Titres bonus de la première édition | Titres bonus de la première édition | Titres bonus de la première édition | Titres bonus de la première édition |
| No                                  | Titre                               | Paroles / Musique / Arrangements    | Durée                               |                                     |                                     |                                     |                                     |                                     |                                     |
| ----------------------------------- | ----------------------------------- | ----------------------------------- | ----------------------------------- | ----------------------------------- | ----------------------------------- | ----------------------------------- | ----------------------------------- | ----------------------------------- | ----------------------------------- |
| 11.                                 | Pure (PURE) (17e single)            | Kozo Nagayama / Sin / Sin           | 5:26                                |                                     |                                     |                                     |                                     |                                     |                                     |
| 12.                                 | Love Generation (18e single)        | Kozo Nagayama / Sin / Sin           | 3:47                                |                                     |                                     |                                     |                                     |                                     |                                     |
| 55:49                               |                                     |                                     |                                     |                                     |                                     |                                     |                                     |                                     |                                     |